# Riserva naturale di Spioenkop
La riserva naturale di Spioenkop è un'area naturale protetta del Sudafrica, nella provincia del KwaZulu-Natal, istituita nel 1975.

Occupa una superficie di circa 60 km² intorno al bacino artificiale creato dalla diga sul Tugela. Le località più vicine sono Winterton, a 13 km a sud, Bergville a 13 km a sud-ovest, Ladysmith a 30 km a nord-est.

## Territorio
La riserva comprende, oltre il bacino artificiale a monte della diga sul Tugela, le aree rivierasche di detto bacino, una parte del corso del medio Tugela e la parte finale del fiume  Venterspruit, che confluisce anch'esso nel bacino, la zona a nord della diga con la collina di Spioen Kop dove fu combattuta la famosa battaglia nella seconda guerra boera, e una zona a sud della diga lungo la strada R600.
L'altitudine varia fra il minimo di 1.060 m s.l.m. sulla diga ai circa 1.460 m s.l.m. della collina di Spion Kop.

## Flora

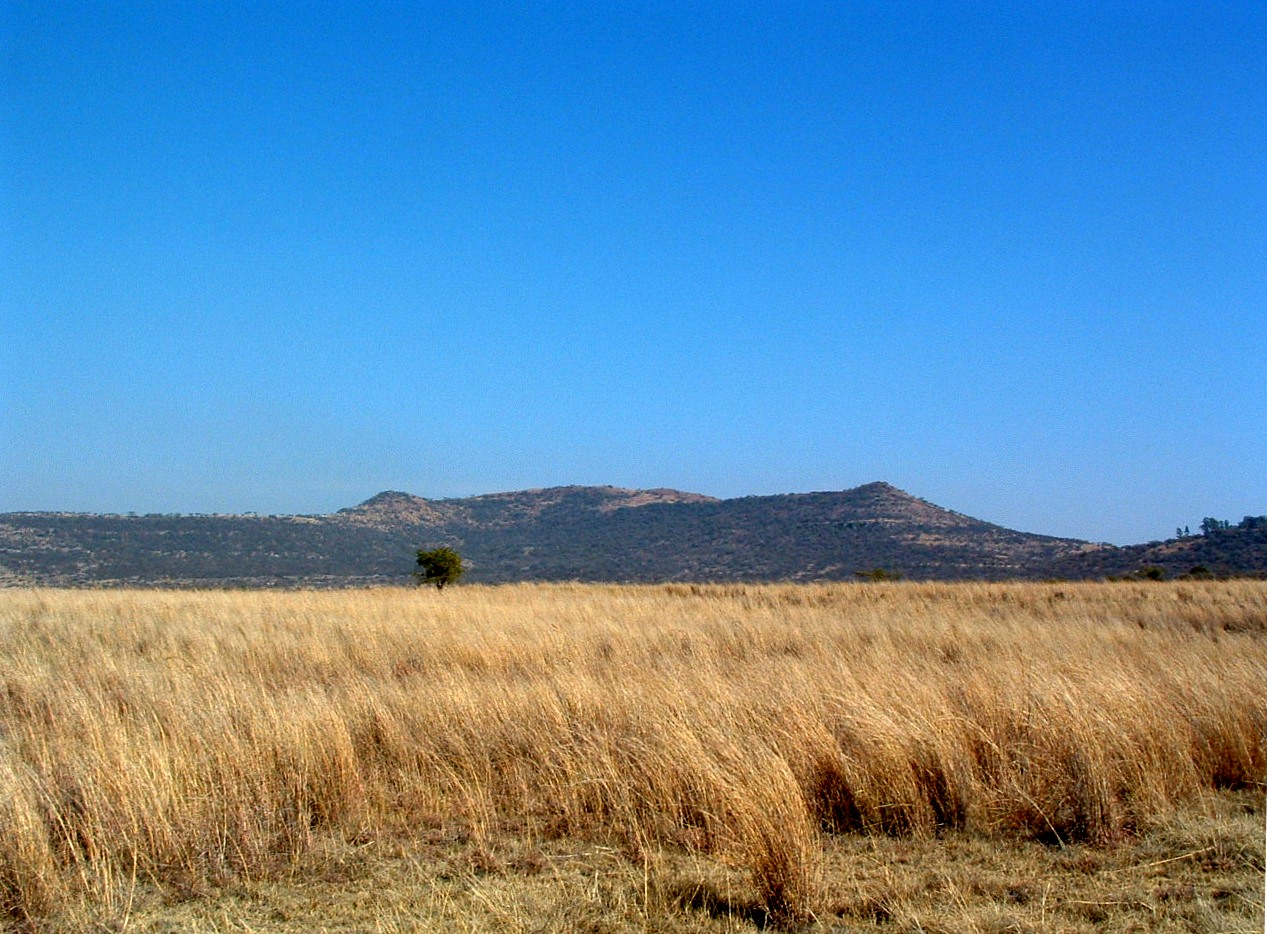
Il tipico aspetto del veld

Il bioma prevalente è costituito dal veld con piante tipiche quali l'Eragrostis e la Themeda, detta  erba rossa (in inglese red grass o rooigras in Afrikaans), con cespugli e boschi di Acacie (Acacia caffra, Acacia nilotica e Acacia sieberiana).

## Fauna

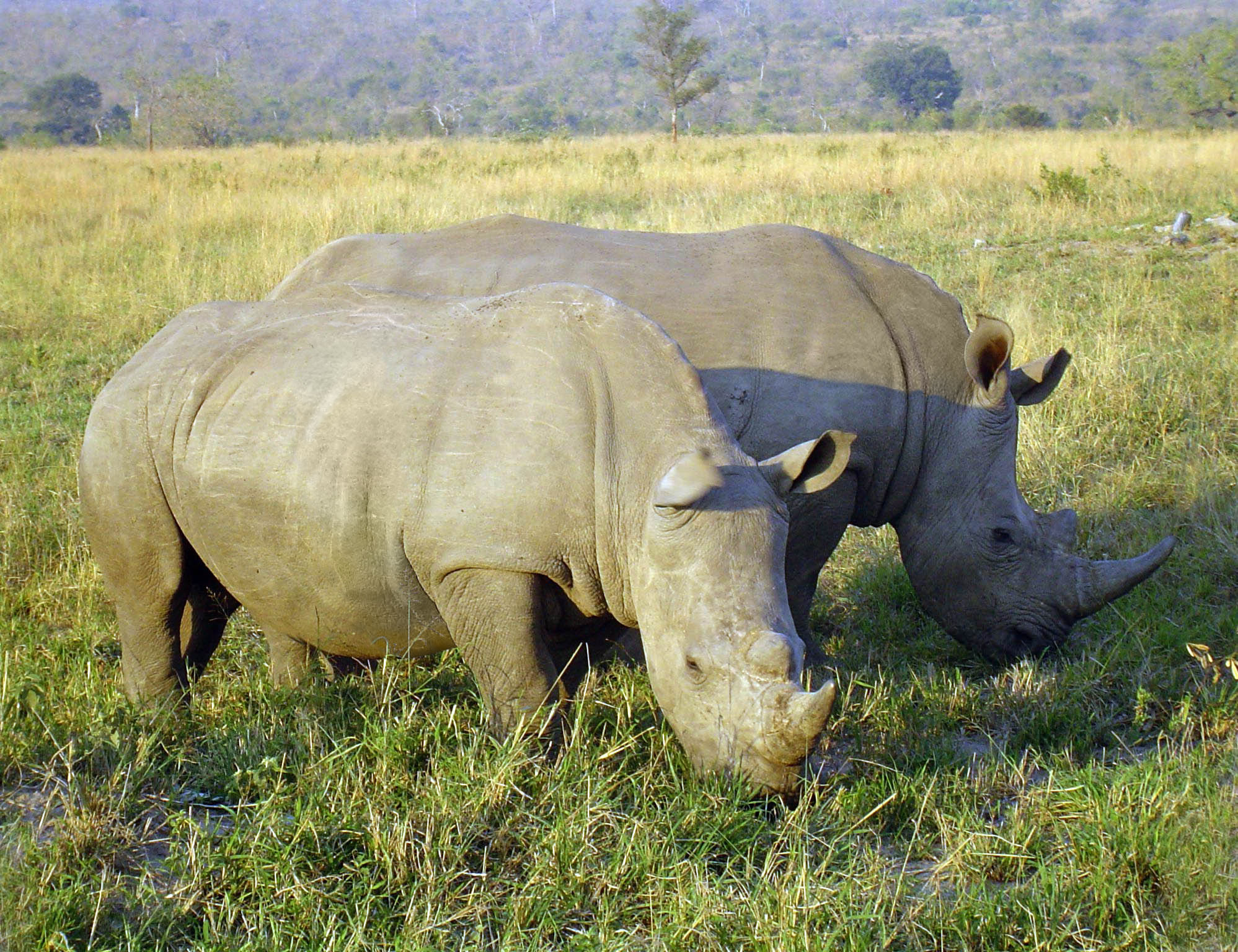
Rinoceronte bianco

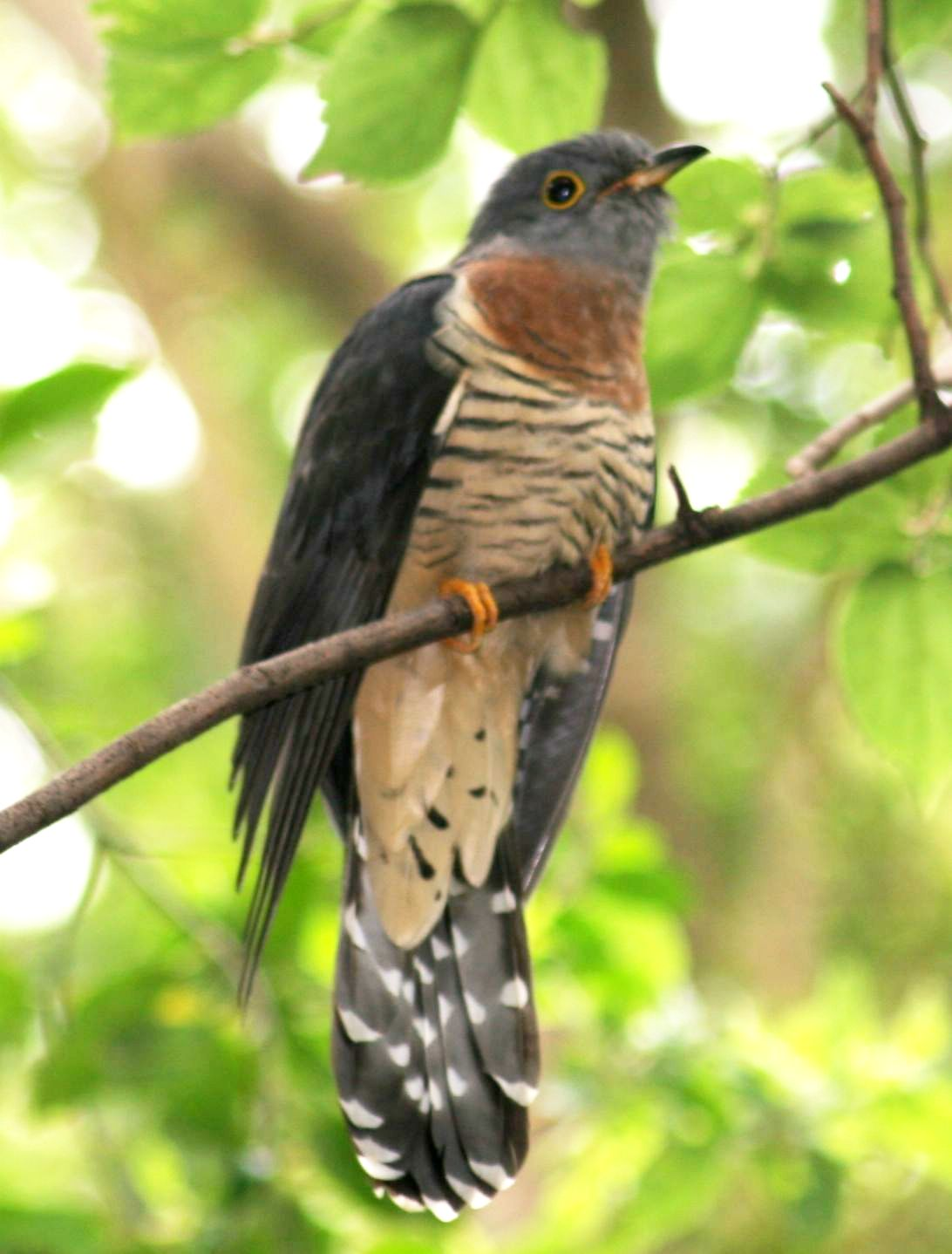
Cuculo pettorosso

Le specie animali presenti nella riserva sono molte. Per quanto riguarda i mammiferi, principalmente vi si trovano: rinoceronte bianco, giraffe, zebre, gnu e una vasta varietà di antilopi. In particolare un censimento della Commissione mondiale sulle aree protette del 2004 indicava presenti nel parco le seguenti specie:
- rinoceronte bianco Ceratotherium simum,
- giraffa meridionale Giraffa giraffa,
- cudù  maggiore Tragelaphus strepsiceros,
- cudù  minore Tragelaphus imberbis,
- gnu striato Connochaetes taurinus,
- impala Aepyceros melampus ,
- blesbok Damaliscus pygargus phillipsi,
- gnu dalla coda bianca Connochaetes gnou,
- Equus quagga|zebra di Burchell Equus quagga burchellii,
- antilope alcina o eland comune Taurotragus oryx,
- alcelafo  Alcelaphus buselaphus,
- springbok Antidorcas marsupialis,
- raficero campestre Raphicerus campestris,
- silvicapra od antilope midaqua Sylvicapra grimmia,
- [antilope dei canneti comune  Redunca arundinum,
- antilope dei canneti montana Redunca fulvorufula .

Molto numerose sono anche le specie di uccelli che dimorano nella riserva fra cui:
- cuculo dorato o cuculo didric (Chrysococcyx caprius),
- cuculo dorato di Klaas (Chrysococcyx klaas),
- cuculo nero (Cuculus clamosus),
- cuculo pettorosso (Cuculus solitarius),
- cuculo africano (Cuculus gularis),
- cuculo bianco e nero (Clamator jacobinus),
- cuculo dal ciuffo (Clamator glandarius),
- cuculo di Levaillant (Clamator levaillantii).

## Punti di interesse

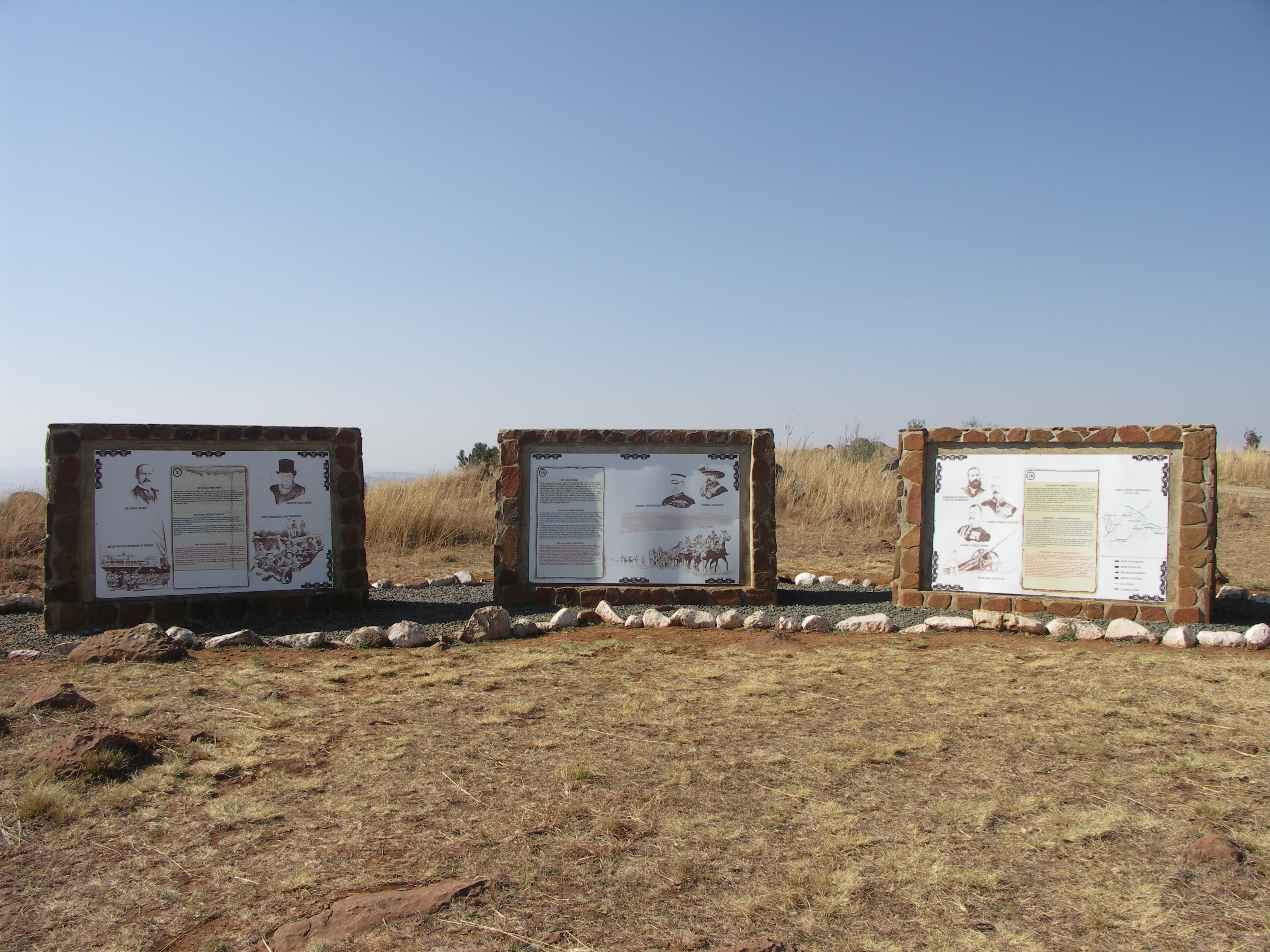
Pannelli informativi sulla battaglia di Spioen Kop

All'interno del parco vi sono numero sentieri che consentono di raggiungere i punti del parco dove fare dei pic-nic o punti di osservazione per il bird-watching.
Un anello di sei chilometri si snoda attorno sponda meridionale della diga in una zona priva di pericoli.
Nella parte nord del parco si trova la collina di Spion Kop dove nel gennaio del 1900 fu combattuta una sanguinosa battaglia fra le truppe boere e quelle britanniche che cercavano di liberare la città di Ladysmith accerchiata.
Il sito della battaglia è facilmente raggiungibile tramite  un sentiero sterrato ben segnalato che parte dalla strada  R616 che porta da Ladysmith a Bergville.
La collina Spioen Kop offre un punto di osservazione ni notevole bellezza da cui si possono ammirare gran parte dei monti Drakensberg, dal  Giants Castle, al Sentinal nel Royal Natal National Park.